# Gyulakeszi
Gyulakeszi ist eine ungarische Gemeinde im Kreis Tapolca im Komitat Veszprém.

## Geografische Lage
Gyulakeszi liegt gut drei Kilometer südöstlich der Stadt Tapolca am Fuße des Berges Csobánc. Nachbargemeinden sind Káptalantóti, Nemesgulács und Kékkút.

## Sehenswürdigkeiten
- Burgruine, auf dem Berg Csobánc gelegen
- László-Gyulaffy-Büste (Gyulaffy László-mellszobor)
- Römisch-katholische Kirche Kisboldogasszony, erbaut Mitte des 18. Jahrhunderts (Barock)
  - Kruzifix, links neben der Kirche, aus dem Jahr 1853
- Römisch-katholische Kapelle Szent Donát, in den Weinbergen gelegen
- Szentháromság-Statue (Szentháromság-szobor), errichtet 1910
- Weltkriegsdenkmal (I. és II. világháborús emlékmű), im Garten der Kirche

## Verkehr
In Gyulakeszi treffen die Landstraßen Nr. 7313 und Nr. 7316 aufeinander. Die nächstgelegenen Bahnhöfe befinden sich in Tapolca und Nemesgulács-Kisapáti.

## Bilder

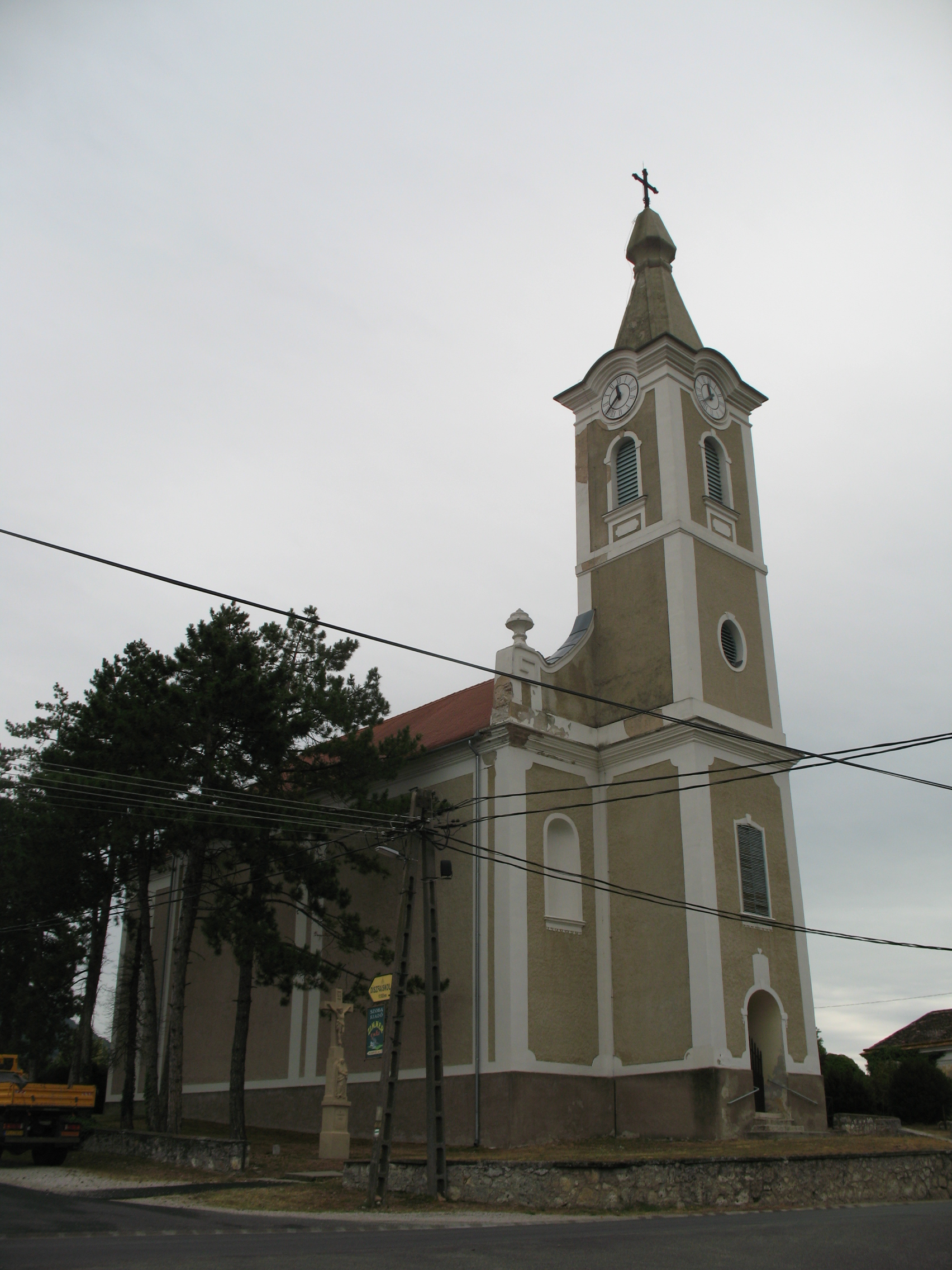
Röm.-kath. Kirche Kisboldogasszony
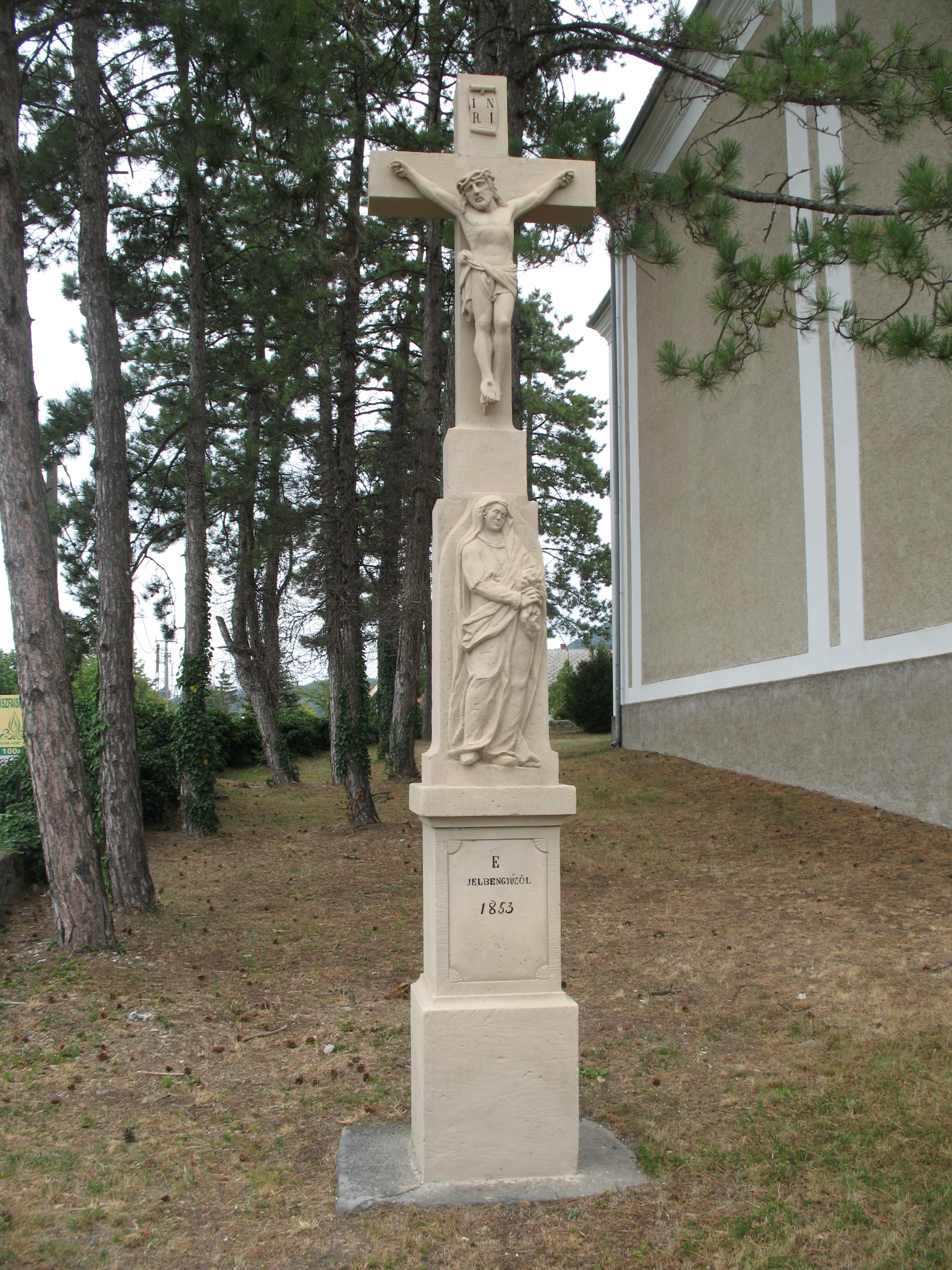
Kruzifix
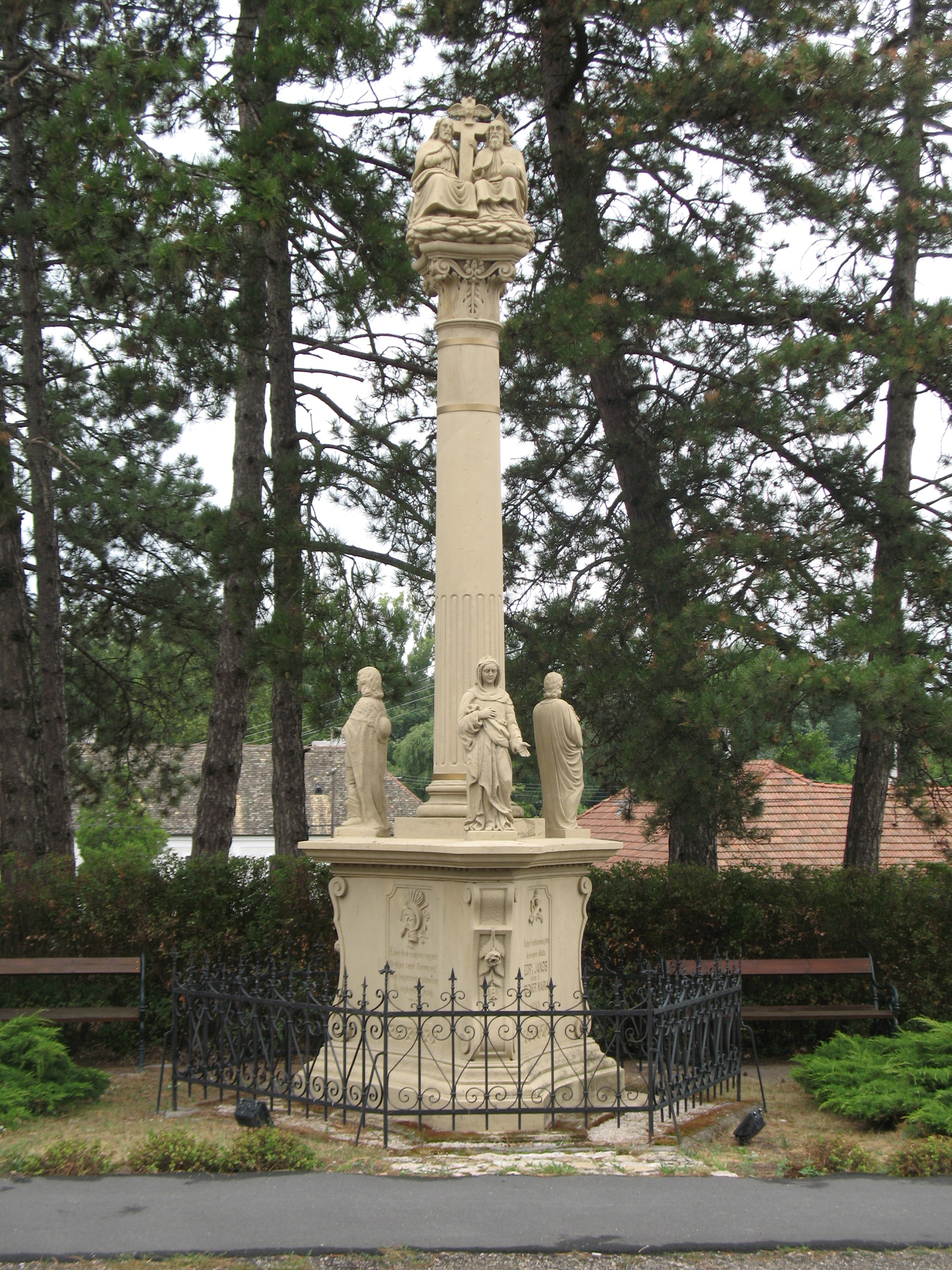
Szentháromság-Statue
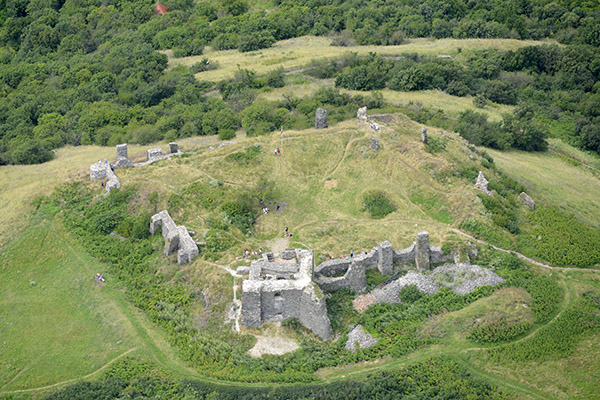
Blick auf die Burgruine
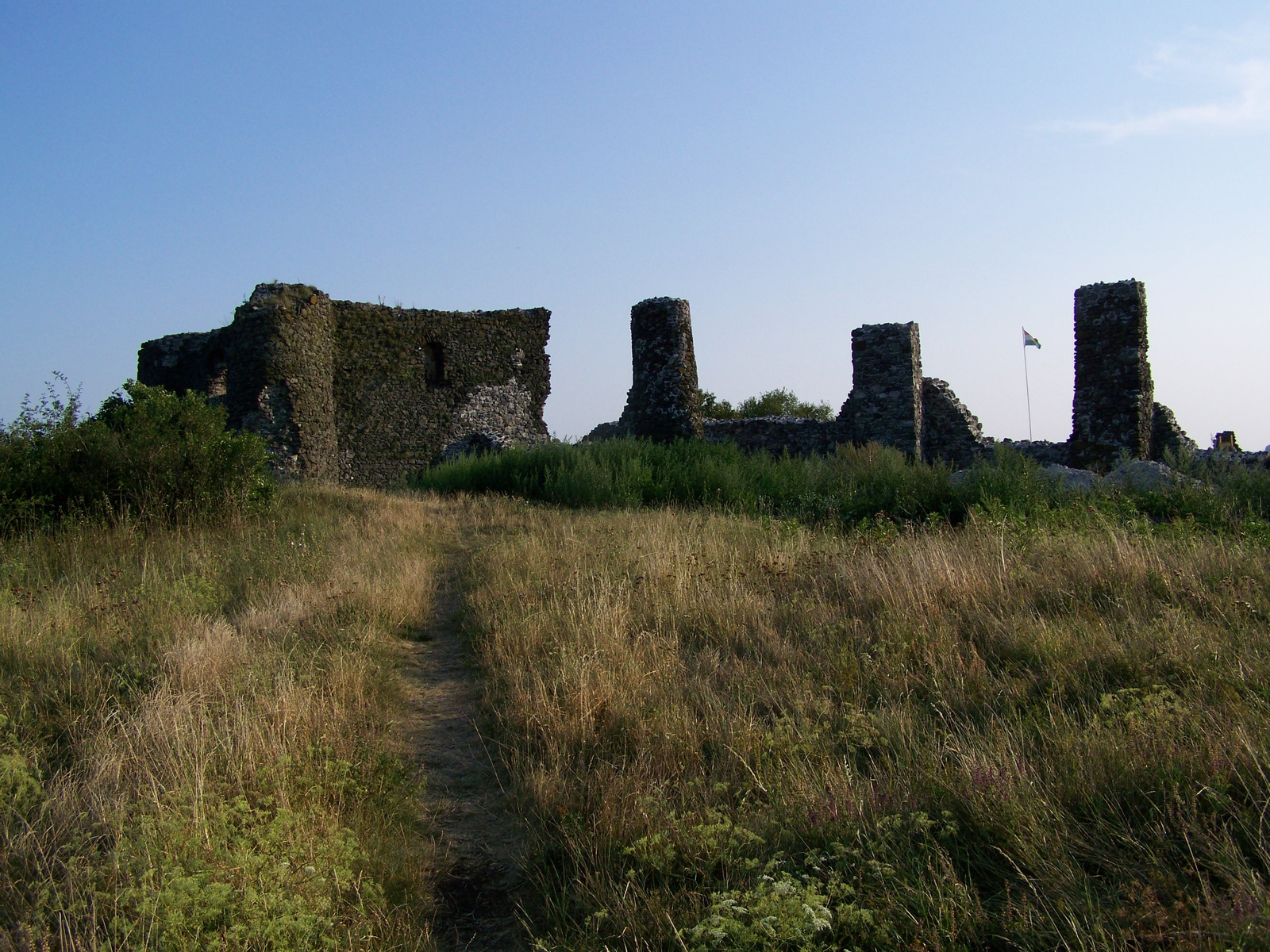
Burgruine
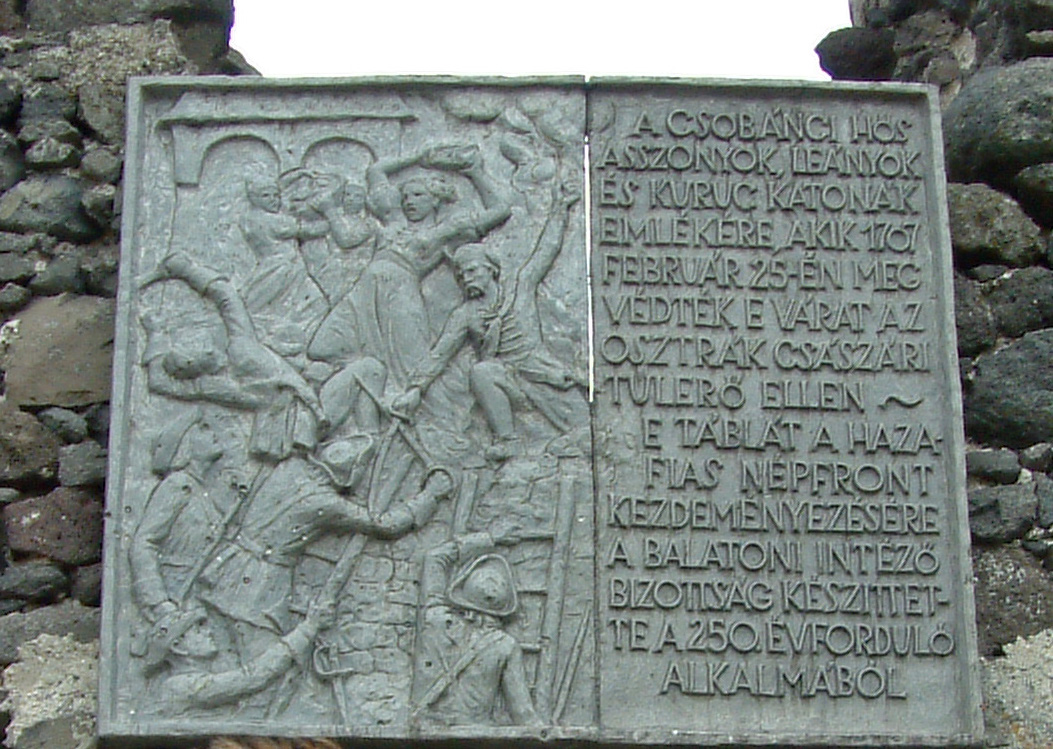
Gedenktafel in der Burgruine